# 九鬼氏
九鬼氏（くきし）は、武家・華族だった日本の氏族。南北朝時代から安土桃山時代に志摩国・伊勢国を中心に水軍として活躍した豪族で、江戸時代には摂津三田藩主家と丹波綾部藩主家の2家が続き、明治維新後、両家とも華族の子爵家に列した。

## 南北朝時代・室町時代
出自は詳しくわかっていない。九木浦（九鬼浦）に移住した熊野本宮大社の八庄司の一派が地名から九鬼を名乗ったと『寛永諸家系図』に記されているが、異論が多い。南北朝時代に京都で生まれた藤原隆信が伊勢国佐倉に移住したのちに紀伊国九木浦に築城し、九鬼隆信を名乗ったとする説もある。
九鬼氏は熊野で勢力を伸ばせずにおり、3代隆房の次男の九鬼隆良は新天地を求め波切村の川面家の養子となり、波切城城主になった。この時期は貞治年間（1362年 - 1366年）とするのが定説であるが、元中年間（1384年 - 1393年）とする異論もある。隆良は子に恵まれなかったため、志摩和具の和具(青山)氏から養子を迎え、波切九鬼2代目の隆基となった。この時点で本来の九鬼氏の血統は断絶している。
ただし『系図研究の基礎知識』（近藤安太郎、1990年）によれば、3代目とされる九鬼隆良は分家であり、本家は隆良の兄・隆長であるとする（隆良系は7代で絶える）。隆長のあとは光長・政長・政隆・浄隆・澄隆と続き、澄隆の異母弟・光隆が家督を継いだが熊野地方に留まり、光隆の弟の嘉隆は北畠氏に仕えたと伝える。

## 戦国時代・安土桃山時代
戦国時代初期、九鬼氏は伊勢北畠氏に仕えていたが、北畠氏の勢力範囲が弱まると、織田信長の幕下に入った。信長が北畠氏を侵攻した際、当時の当主であった九鬼嘉隆は織田勢を後ろ盾に、妻の実父である橘宗忠他、付近の小勢を制圧し、志摩国一円を手中に収めた。
その後、九鬼氏の九鬼水軍は織田家（織田信長）の海戦部隊として伊勢長島の一向一揆の討滅戦において活躍、石山本願寺攻略戦において、第二次木津川口の戦いでは鋼鐵で外板を覆った鉄鋼船を用いて能島村上氏率いる毛利水軍をことごとく追い払った。信長没後は織田信雄に仕えたが、蟹江城合戦にて羽柴秀吉方に寝返り、天正13年（1585年）、従五位下・大隅守に叙位・任官された。九州征伐、小田原征伐に参加し、文禄・慶長の役では水軍の主力として功を挙げた。このような戦功の結果、紀伊半島の制海権を与えられ、5万石の大名になった。この後、嘉隆は息子守隆に家督を譲って隠居する。こうした経歴から、江戸時代には軍記物などで海賊大名の異称をとった。

### 関ヶ原の戦い
石田三成挙兵の報を受け、徳川家康の上杉討伐に参加していた九鬼守隆は急遽志摩に戻る。そして西軍方で桑名城に篭城した氏家行広・行継らを破り、東軍最初の勝報を挙げた。一方で、三成に加担要請され西軍についていた嘉隆は、娘婿である堀内氏善と鳥羽城を占拠してしまう。この後、守隆と嘉隆は城外で合戦するも決着はつかなかった。しかし関ヶ原の戦いでの西軍敗北が伝わると、氏善が逐電、嘉隆は退去、逃亡したため、騒乱は収束した。
そののち、守隆は桑名城戦での功で鳥羽城を安堵された。また守隆は家康から嘉隆の助命の許しを得るが、その報を受け取ることなく嘉隆は逃亡先で自刃した。

## 江戸時代
九鬼守隆は鳥羽城主として5万6000石を領したが、仏門に帰していた五男九鬼久隆を還俗させ、後継者にしようとしたところ、三男の九鬼隆季から猛反発をうけ、家督争いとなった。守隆の死後も家督争いは続き、1633年に江戸幕府により九鬼家は代々領土を守ってきた志摩国の領地を召し上げられ、久隆は摂津国三田藩3万6000石、隆季は丹波国綾部藩2万石に移された。いずれも海には面しておらず、これにより九鬼氏はその水軍力を喪失した。
その後は廃藩置県までそれぞれの領地で存続する。両家とも他家から養子を迎えており、江戸時代中期から幕末に三田九鬼家では7代隆由、8代隆邑、13代隆義を綾部九鬼家から養子に迎えている。
幕末には三田・綾部の両藩は共に官軍につき倒幕に参加した。

## 明治以降
両九鬼家とも明治2年（1869年）の版籍奉還で華族に列するとともにそれぞれの藩の藩知事に任じられ、明治4年（1871年）の廃藩置県まで務めた。
版籍奉還の際に定められた家禄は、三田九鬼家の隆義の方が現米で1529石、綾部九鬼家の隆備の方が716石。明治9年（1876年）の金禄公債証書発行条例に基づき家禄と引き換えに支給された金禄公債の額は前者が5万2020円60銭3厘（華族受給者中123位）、後者が2万1734円30銭4厘（華族受給者中214位）。
明治17年（1884年）に華族令の施行で華族が五爵制になると、両家とも旧小藩知事として子爵家に列せられた。
昭和前期に三田九鬼子爵家の邸宅は兵庫県神戸市須磨区千守町、綾部九鬼子爵家の邸宅は兵庫県明石市上ノ丸にあった。

## 分家・支族
- 九鬼守隆の四男九鬼隆重は、綾部藩において兄の藩主隆季から寛文元年（1661年）に500石の分知を受け、その子孫は綾部藩の一門家老家として続いた。明治維新後には文部官僚として活躍し、その勲功により男爵に叙爵された九鬼隆一を輩出した。哲学者の九鬼周造はその四男である。